# Crociera d'amore
Crociera d'amore (Trade Winds) è un film del 1938 diretto da Tay Garnett.

## Trama
Una giovane donna accusata di omicidio cambia identità e aspetto fisico e si imbarca su una nave senza sapere che un poliziotto in incognito la segue: il detective si innamora della giovane.